# Reuilly (Indre)
Reuilly è un comune francese di 2 084 abitanti situato nel dipartimento dell'Indre, nella regione del Centro-Valle della Loira.

## Società

### Evoluzione demografica
Abitanti censiti